# Klemens Zmuda Trzebiatowski
Klemens Zmuda Trzebiatowski (ur. 15 stycznia 1913 w Łąkiem Szlacheckim, zm. 30 kwietnia 1984 w Gdańsku) – polski naukowiec, profesor pedagogiki Uniwersytetu Gdańskiego.

## Życiorys
Skończył szkołę podstawową w Brzeźnie Szlacheckim oraz seminarium nauczycielskie w Kościerzynie. Studiował w Wolnej Wszechnicy Polskiej w Warszawie. Pracował jako nauczyciel w Chojnicach, Kamieniu Pomorskim, Botowie w powiecie pińskim, Lipiu, gdzie w czasie II wojny światowej zorganizował tajne gimnazjum. Był członkiem Tajnej Organizacji Nauczycielskiej i w Armii Krajowej.
Po wojnie organizował szkolnictwo pedagogiczne w Chojnicach, Bytowie i Słupsku. Pełnił funkcje inspektora, nauczyciela i dyrektora Liceów Pedagogicznych. W latach 1955–58 pełnił funkcję kuratora okręgu szkolnego w Koszalinie. Doktorat z filozofii uzyskał za pracę o oświacie polskiej na Pomorzu Zachodnim w początkach XX wieku (promotorem pracy był prof. Łukasz Kurdybacha). Stopień doktora habilitowanego uzyskał za pracę „Szkolnictwo powszechne w Polsce w latach 1918-32”. Tytuł profesora w 1977 roku przyznała mu ówczesna Rada Państwa (Polska). 
Pełnił funkcję Dyrektora Instytutu Pedagogiki, Prodziekana Wydziału Humanistycznego i Kierownika Zakładu Historii Oświaty, Wychowania i Nauki Uniwersytetu Gdańskiego.